# José María Rivarola Matto
José María Rivarola Matto (Asunción, 18 de diciembre de 1917-Asunción, 13 de septiembre de 1998) fue un dramaturgo, narrador, ensayista y periodista paraguayo, cuya labor se extendió como colaborador ocasional en diversas publicaciones y medios periodísticos de la prensa paraguaya.

## Biografía

### Primeros años y educación
Nació en Asunción el 18 de diciembre de 1917. Era hijo de Octaviano Rivarola Bogarín y Victorina Matto, y hermano de Juan Bautista Rivarola Matto y Ana María Rivarola Matto. La residencia de la familia Rivarola Matto estaba situada sobre la calle Wilson (actual Eligio Ayala), casi Antequera, frente a la plaza de la Iglesia de San Roque, en Asunción.
Durante el período escolar, cursó sus estudios en el Colegio San José de Asunción, y en los recesos pasaba tiempo en las estancias y obrajes de su familia, ubicados en la ciudad de Villa del Rosario, en el Departamento de San Pedro. Obtuvo su licenciatura en derecho, lo que lo habilitó para ejercer como abogado, profesión que desempeñó a lo largo de su vida, combinándola con su activismo político y su carrera literaria.

### Participación en la guerra del Chaco
Durante su juventud, solía regresar a su hogar tras ausentarse del cuartel, reintegrándose al mismo a la madrugada. Como consecuencia de estas conductas, fue destinado al frente durante la guerra del Chaco. A los dieciséis años de edad, se incorporó como soldado raso. Participó en la contienda hasta el final de la guerra, en las trincheras de Villa Montes.
Durante ese periodo, padeció disentería y malaria, enfermedades que logró superar. Se ha señalado que su supervivencia se debió, en parte, a su actividad como escritor.

### Exilio y regreso
En 1945, se trasladó a las selvas del Alto Paraná. Posteriormente, durante la guerra civil paraguaya de 1947, se exilió en Argentina. En la ciudad de Posadas adquirió un barco con el que transportaba encomiendas río arriba hasta los desaparecidos Saltos del Guairá y descendía con jangadas hasta Rosario (Argentina).
En la década de 1950 regresó a Asunción, durante el stronismo, y fue detenido en varias ocasiones por sus publicaciones en diversos medios. Se desempeñó como distribuidor del diario Clarín en Asunción, uno de los periódicos argentinos donde se informaba sobre la situación política paraguaya. Se involucró en la militancia política, siendo activista del movimiento franquista, el febrerismo.

### Trayectoria literaria
Además de su labor como abogado y periodista, se dedicó a la filosofía, la dramaturgia, la narrativa y el ensayo. Colaboró ocasionalmente con distintos periódicos locales. En 1930, publicó una compilación de artículos titulada La Belle Époque y otras hodas, con un enfoque humorístico. En 1950, escribió Follaje en los ojos, una novela sobre los confinados del Alto Paraná, que fue publicada en Buenos Aires en 1952.
Su debut como dramaturgo fue en 1952 con la obra El sectario, que abordaba el tema del fanatismo religioso. Posteriormente, escribió tres obras premiadas: El fin de Chipi González, La cabra y la flor y Encrucijada del Espíritu Santo. En la primera, exploró el problema de la libertad; en la segunda, la relación entre belleza y justicia; y en la tercera, la utopía jesuita.
Hacia 1958, escribió cuentos cortos como Degradación, que recibió mención de honor en el V Concurso de Cuentos de La Tribuna, aunque no cumplía con los requisitos del certamen debido a su extensión.

### Recepción
En su Historia de la literatura paraguaya, Hugo Rodríguez-Alcalá señaló sobre su obra dramática:
«Rivarola Matto sabe crear caracteres y suscitar un ambiente —un ambiente rural...— y combina con habilidad lo cómico y lo serio. Es, acaso, el único escritor paraguayo importante capaz de fino sentido del humor. Su arte resulta más eficaz en la presentación de los conflictos dramáticos que en su desenlace.»

## Obras

### Narrativa
En narrativa, José María Rivarola Matto es autor de la novela Follaje en los ojos (1952), en la que retrata la angustiosa vida en los obrajes yerbateros del Alto Paraná, y de la colección de cuentos Mi pariente el cocotero (1974).

### Teatro
En su producción teatral destacan las siguientes obras:
- El fin de Chipí González (1956), comedia estrenada en Asunción y publicada en 1965, que fue adaptada para el radioteatro en Montevideo y difundida en discos en toda América.

- La cabra y la flor (1965), premiada en el concurso teatral de Radio Cáritas.

- La encrucijada del Espíritu Santo (1972), que también obtuvo un galardón de Radio Cáritas en el mismo año.

En 1983, Rivarola Matto publicó una antología teatral que reúne tres de sus piezas más representativas: El fin de Chipí González, La cabra y la flor y Su Señoría tiene miedo, esta última una crítica al Poder Judicial, obra que no pudo representarse sino hasta después de la caída de la dictadura de Alfredo Stroessner.

### Ensayos
Entre sus ensayos se encuentran:
- Hipótesis física del tiempo (1987);

- Reflexión sobre la violencia (1993);

- La no existencia física del tiempo (1994).

Además de una serie de reflexiones incluidas en el libro La Belle Époque y otras hodas.

### Teatro histórico paraguayo
Dentro de sus obras teatrales, Encrucijada del Espíritu Santo (1972) representa un hito en el teatro histórico paraguayo contemporáneo. La obra es el primer enfoque dramático sobre las misiones jesuíticas en Paraguay. La trama, estructurada como un flashback, describe la evangelización de los indios, la expulsión de los jesuitas en 1767 y el posterior retorno de los indígenas a la selva. El protagonista, José, un sacerdote católico joven, envejece a lo largo de la obra.
Rivarola Matto subraya la dimensión humana de los sacerdotes, especialmente a través de la figura de José, quien se ve arrastrado por la atracción hacia una india bautizada como María. En el segundo acto, el conflicto entre el poder espiritual y político se plantea en un diálogo entre el gobernador colonial y los padres jesuitas, que no logran que las autoridades protejan a los indios, en parte debido a que las misiones no poseían minas de metales preciosos.
La obra expone, a través de esta narrativa histórica, la concepción materialista de la historia del Paraguay que Rivarola Matto defendía, mostrando cómo los intereses económicos y la ambición por la riqueza de los mamelucos portugueses influyeron en la expulsión de los jesuitas.

## Familia
Estuvo casado con María Emilia Mernes Recalde y fue padre de seis hijos: Miguel Ángel, José María, Manuel, Oscar, Raúl Alberto y Carmen Lidia Panambi Rivarola Mernes.
Tuvo veinticuatro nietos, siendo los hijos de Miguel Ángel: Víctor, Martín, Rubén y Mayra; los hijos de Manuel: Marcos, Rafael y María Emilia; los hijos de José: Celeste, Diana y Juan José; los hijos de Óscar: Tatiana, Esteban y Javier; los hijos de Raúl: Alicia, José María, Raúl, Rocío y Francisco; y los hijos de Carmen Lidia: Carla, Claudia, Cecilia y José Miguel.